# Gustavo Cuéllar
Gustavo Cuéllar, né le 14 octobre 1992 à Barranquilla en Colombie, est un footballeur international colombien qui évolue au poste de milieu de terrain au Grêmio Porto Alegre.

## Biographie

### Deportivo Cali
Natif de Barranquilla en Colombie, Gustavo Cuéllar est formé par le Deportivo Cali, l'un des clubs les plus importants du pays. Il fait ses débuts dans le championnat colombien le 9 avril 2010, contre le Club Independiente Santa Fe. Son équipe perd la partie (0-1).
En 2014, il est prêté à l'Atlético Junior, où il joue 33 matchs.

### Flamengo
Le 28 janvier 2016, il s'engage avec le club brésilien de Flamengo.
Avec cette équipe, il atteint la finale de la Copa Sudamericana en 2017, en étant battu par le club argentin du CA Independiente.

### Al Hilal
Le 30 août 2019, Gustavo Cuéllar s'engage en faveur du club saoudien de Al-Hilal.

### En équipe nationale
Avec les moins de 17 ans, il participe au championnat sud-américain des moins de 17 ans en 2009. Lors de cette compétition, il joue six matchs. Il dispute ensuite quelques semaines plus tard la Coupe du monde des moins de 17 ans organisée au Nigeria. Lors du mondial junior, il joue sept matchs. Il s'illustre lors de la phase de groupe, en inscrivant deux buts contre la Gambie. La Colombie se classe quatrième du mondial.
Par la suite, avec les moins de 20 ans, il dispute le championnat sud-américain des moins de 20 ans en 2011. Il joue cinq matchs lors de ce tournoi.
Le 9 septembre 2015, Gustavo Cuéllar honore sa première sélection avec l'équipe nationale de Colombie face au Pérou, en match amical. Titulaire ce jour-là, il cède sa place à la mi-temps à James Rodríguez, et la rencontre se solde par un match nul (1-1).
En 2019, il est retenu par le sélectionneur Carlos Queiroz afin de participer à la Copa América organisée au Brésil.
En mai 2021 il est retenu par le sélectionneur Reinaldo Rueda avec la sélection colombienne pour participer à la Copa América 2021.

## Palmarès
- Finaliste de la Copa Sudamericana en 2017 avec Flamengo
- Vice-champion du Brésil en 2018 avec Flamengo
- Finaliste de la Coupe du Brésil en 2017 avec Flamengo
- Vainqueur du Campeonato Carioca en 2017 et 2019 avec Flamengo
- Vainqueur de la Coupe de Colombie en 2015 avec l'Atlético Junior